# Eosinofílico

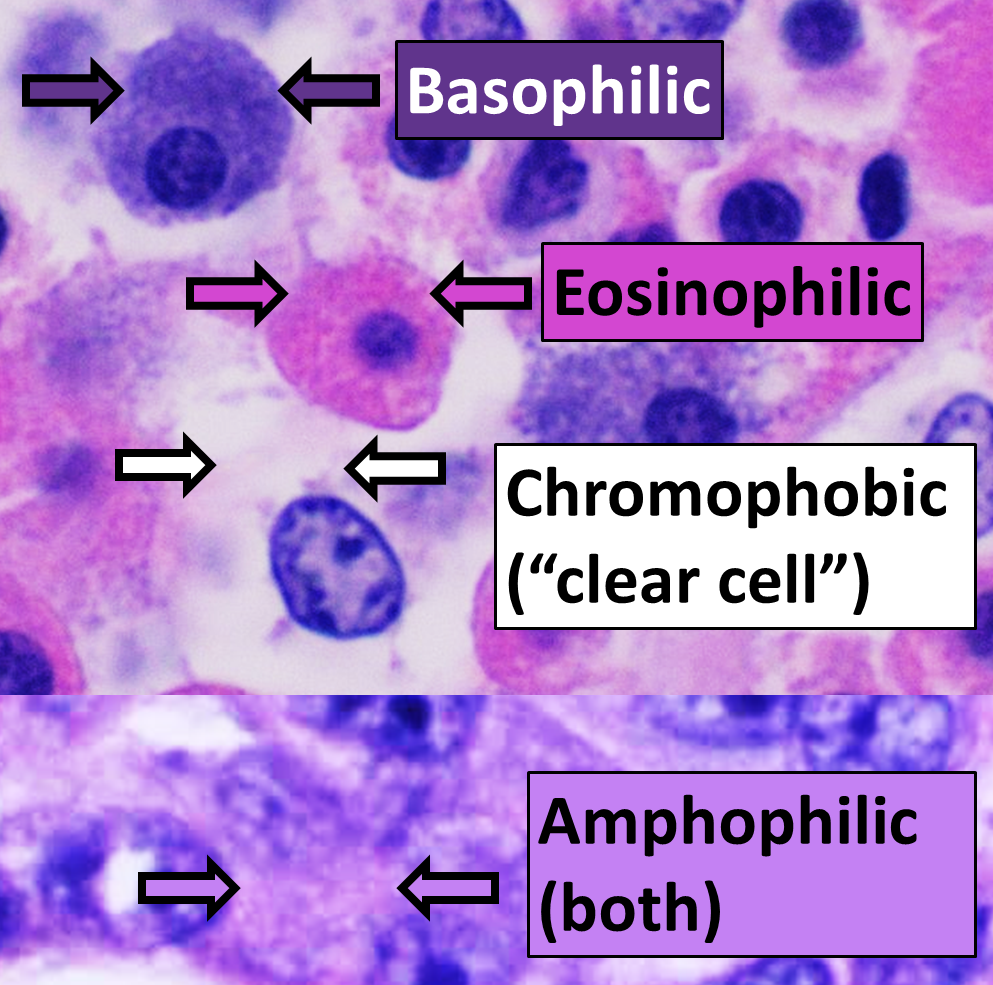
Tinción H&E.

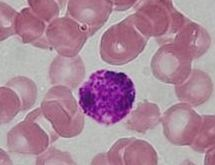
Un granulocito basófilo está rodeado por eritrocitos con ligera coloración eosinofílica en una tinción hematoxilina-eosina.

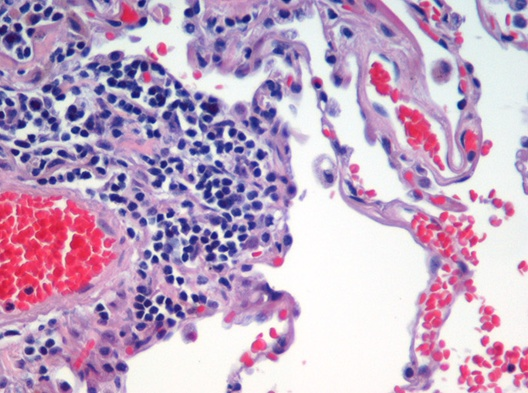
Preparaciones histológicas de tejido pulmonar humano teñidas con hematoxilina (en azul) y eosina (rojizo).

Eosinofílico (con el sufijo griego -filos, que significa que ama la eosina) se refiere a la coloración rosada de ciertos tejidos biológicos, células, u orgánulos después de haber sido lavados con el tinte eosina.
La eosina es un tinte ácido, por lo que mancha o se fija sobre estructuras de tipo básico.
El aspecto eosinofílico se refiere a la apariencia de las células y estructuras vistas en cortes histológicos que toman el colorante de tinción eosina. Este es un tinte de color rosa brillante que mancha el citoplasma de las células, así como las proteínas extracelulares, tales como el colágeno.
Las estructuras eosinofílicas están, en general, compuestas por proteínas ricas en aminoácidos básicos como la arginina, lisina, histidina e hidroxilisina. Entre ellas se incluyen la hemoglobina y la hidrolasa ácida.
La eosina se suele combinar con un colorante llamado hematoxilina para producir un corte histológico de hematoxilina y eosina (también llamado tinción hematoxilina-eosina, o tinción H + E). Esta es la tinción histológica más utilizada en el diagnóstico médico, por ejemplo, cuando un patólogo examina una biopsia con sospecha de cáncer, los tejidos a biopsiar han sido teñidos con hematoxilina y eosina.
Algunas estructuras que pueden verse dentro de las células se describen como eosinófilicas, por ejemplo, los cuerpos de Lewy, los cuerpos de Mallory o los cuerpos de Councilman. 